# R/V Polarstern
R/V Polarstern är ett tyskt forsknings- och försörjningsskepp av isbrytartyp. Det ägs av tyska staten, och drivs av Alfred-Wegener-Institut für Polar- und Meeresforschung (AWI) i Bremerhaven.  Periodvis fungerar Polarstern som mobil forskningsplattform vid havsexpeditioner i polarområdena, och används därutöver för försörjningen av de permanenta forskningsstationerna i Arktis (Koldeweystationen) och Antarktis (Neumayer).

## Historik
Polarstern byggdes på Howaldtswerke-Deutsche Werft i Kiel och färdigställdes på Werft Nobiskrug i Rendsburg. Hon togs i bruk 9 december 1982. Sedan dess har ett stort antal expeditioner genomförts, ofta med internationellt sammansatta forskargrupper, och ibland i förening med andra forskningsfartyg, som exempelvis Healy eller Oden.
7 september 1991 nådde Polarstern tillsammans med Oden Nordpolen. Det var första gången konventionellt drivna skepp nådde Nordpolen.

## Tekniska data
Tack vare dubbla skrov kan Polarstern användas vid temperaturer ned till -50 °C. Med sina fyra motorer på sammanlagt 14,7 MW (19 000 hk) kan skeppet bryta is på upp till 1,5 meter i en hastighet av ca. 5 knop. Tjockare is kan brytas genom att rammas. Eftersom Polarstern måste vara berett på övervintring, och därmed ha välfyllda förråd, och dessutom ska tjäna som bostad och laboratorier för uppemot 70 forskare, är skeppet stort: 118 meter långt, 25 meter brett, 11,20 meter djupgående (max), och med ett deplacement på 17 300 ton. Motsvarande siffror för Oden är 108 meter, 25 meter (midskepps), 8,5 meter och 13 000 ton.

## Forskningsmöjligheter
Polarstern är till havs cirka 320 dagar per år, och vanligen aktivt på det halvklot som upplever sommar. Nio laboratorier finns ombord som möjliggör forskning inom bland annat geologi, meteorologi, biologi, geofysik, glaciologi, oceanografi och kemi. Med hjälp av åtta vinschar kan prover ned till 10000 meter tas. Speciella rörformade, tunga lod (Schwerelot) kan "stansa ut" upp till 150 meter långa sedimentprover från havsbotten. En kran med kapacitet på 15 ton kan sänka ned forskningsutrustning i havet. Ytterligare en kran med kapacitet på 25 ton kan lyfta tung utrustning och försörjningsmateriel. Från aktern kan nät eller annan utrustning släpas efter skeppet. För förvaring av prover och levande djur finns akvarier och tre kylrum för temperaturer mellan −32 °C och +5 °C.  Arbetsdäcket i aktern kan värmas upp, och därmed bli isfritt och säkert att arbeta på. Två helikoptrar av typen Bo 105 CBS 4 kan medfölja Polarstern. Under däck finns lagerutrymmen för containrar och snöfarkoster, som med en kran kan sättas ned på shelfisen. Polarstern förfogar över den fyra ton tunga, obemannade franska undervattensfarkosten Victor 6000 samt undervattensglidare (en speciell typ av undervattensrobot).
Oavsett var Polarstern befinner sig, fungerar hon som väderstation. Varje dag då Polarstern befinner sig till sjöss, släpps en väderballong upp som registrerar lufttryck, vindhastighet och temperatur.

## Olyckor
I mars 2008 störtade Polarsterns helikopter (av typen Bo 105) i närheten av forskningsstationen Neumayer II i Antarktis. Två människor dog, tre sårades. Orsaken till störtningen var flatljus (Whiteout), dvs. den enformiga kontrastlösa vyn i det vita landskapet.
I december 2011 förstördes båda Polarsterns helikoptrar (Bo 105) när de på grund av dåligt väder tvingades säkerhetslanda på isen. Två personer skadades lätt.

## Planer på en ersättare
I november 2010 rekommenderade det tyska Vetenskapsrådet att ett nytt isbrytande forskningsskepp skulle planeras. Projektet, Aurora Borealis (fartyg), koordineras av Alfred-Wegener-Institutet.
I februari 2025 meddelades att uppföljaren "Polarstern II" ska byggas i Wismar.

## Bilder

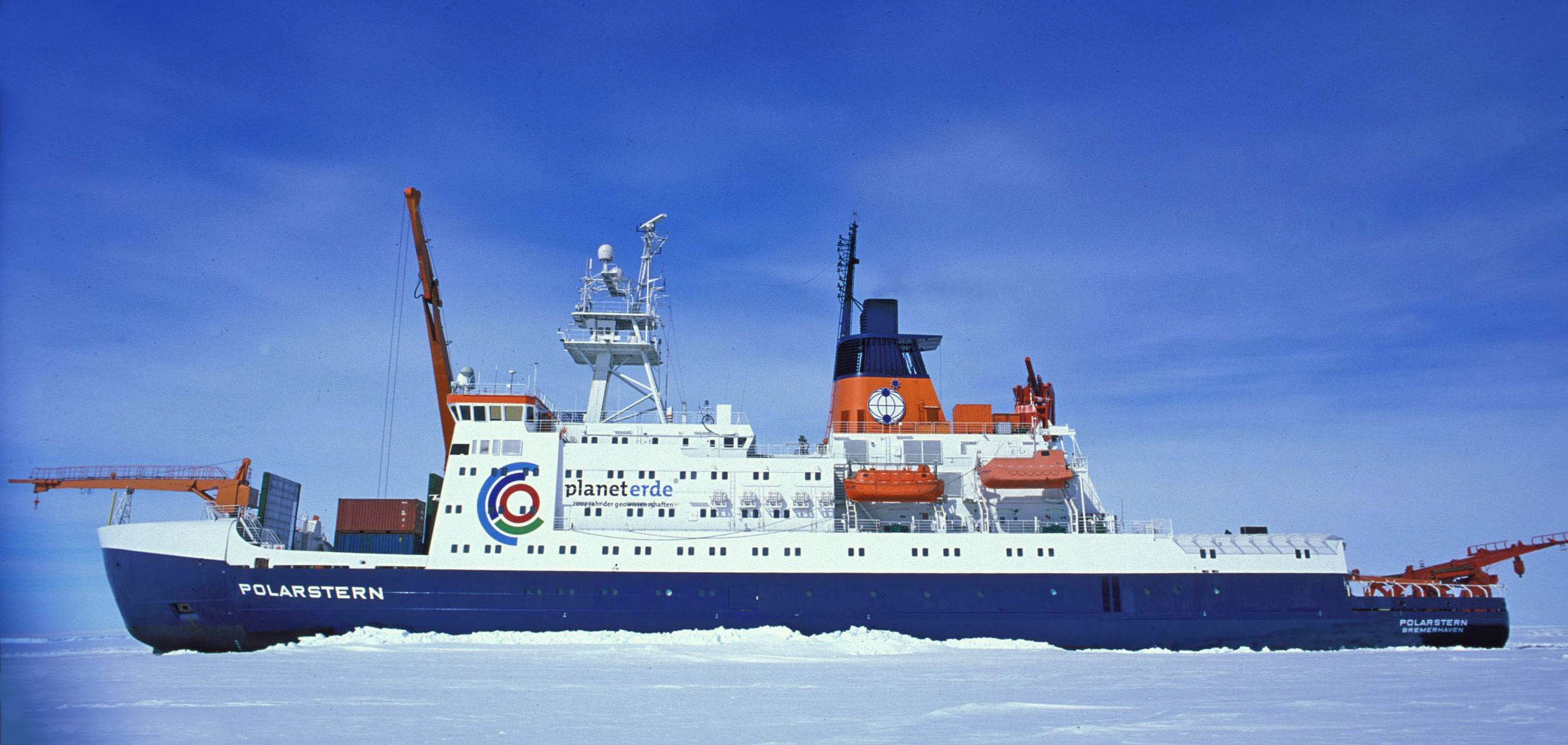
Polarstern i Atkbukten i Antarktis 2002
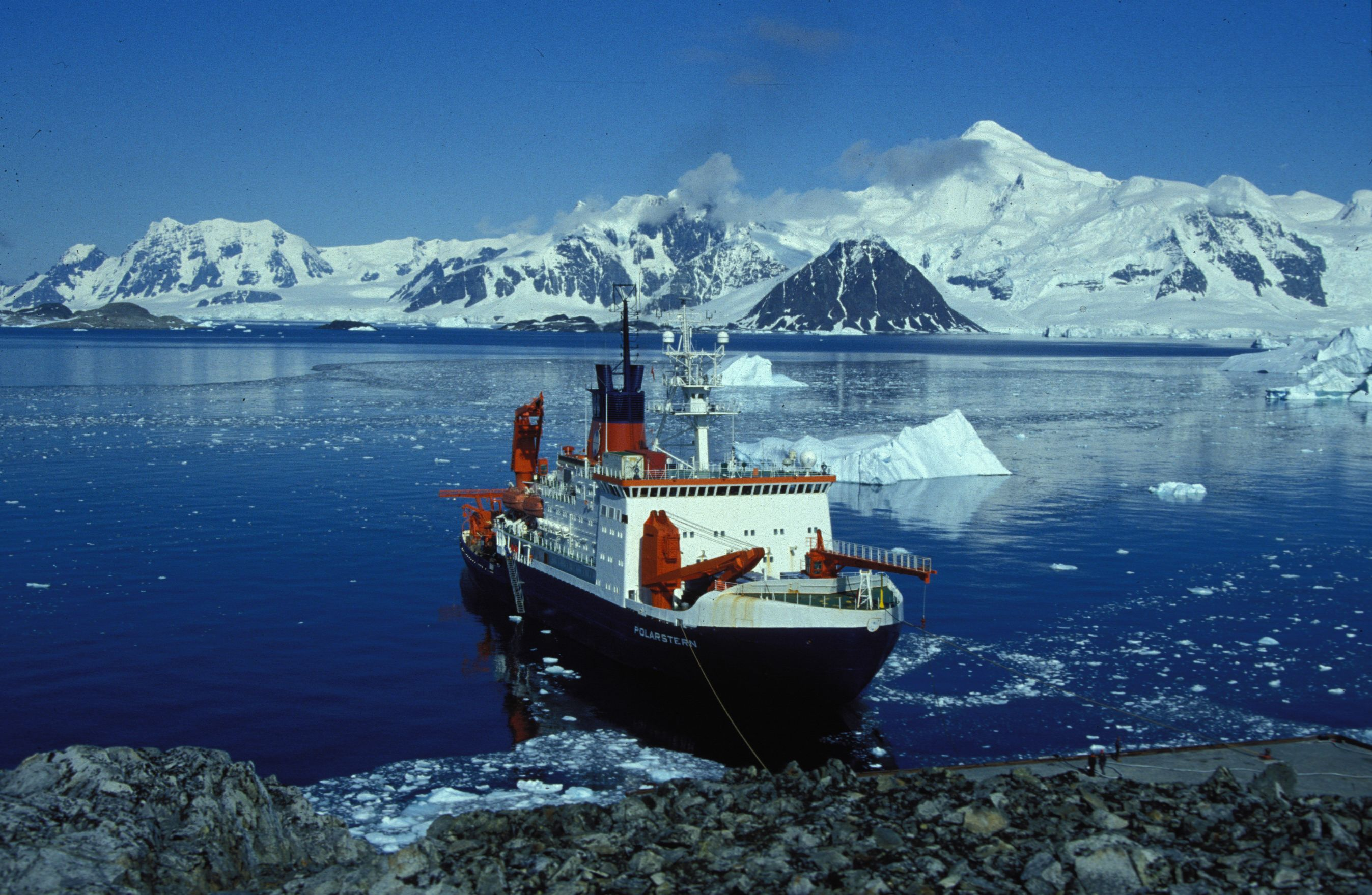
Polarstern vid den brittiska Rotherastationen
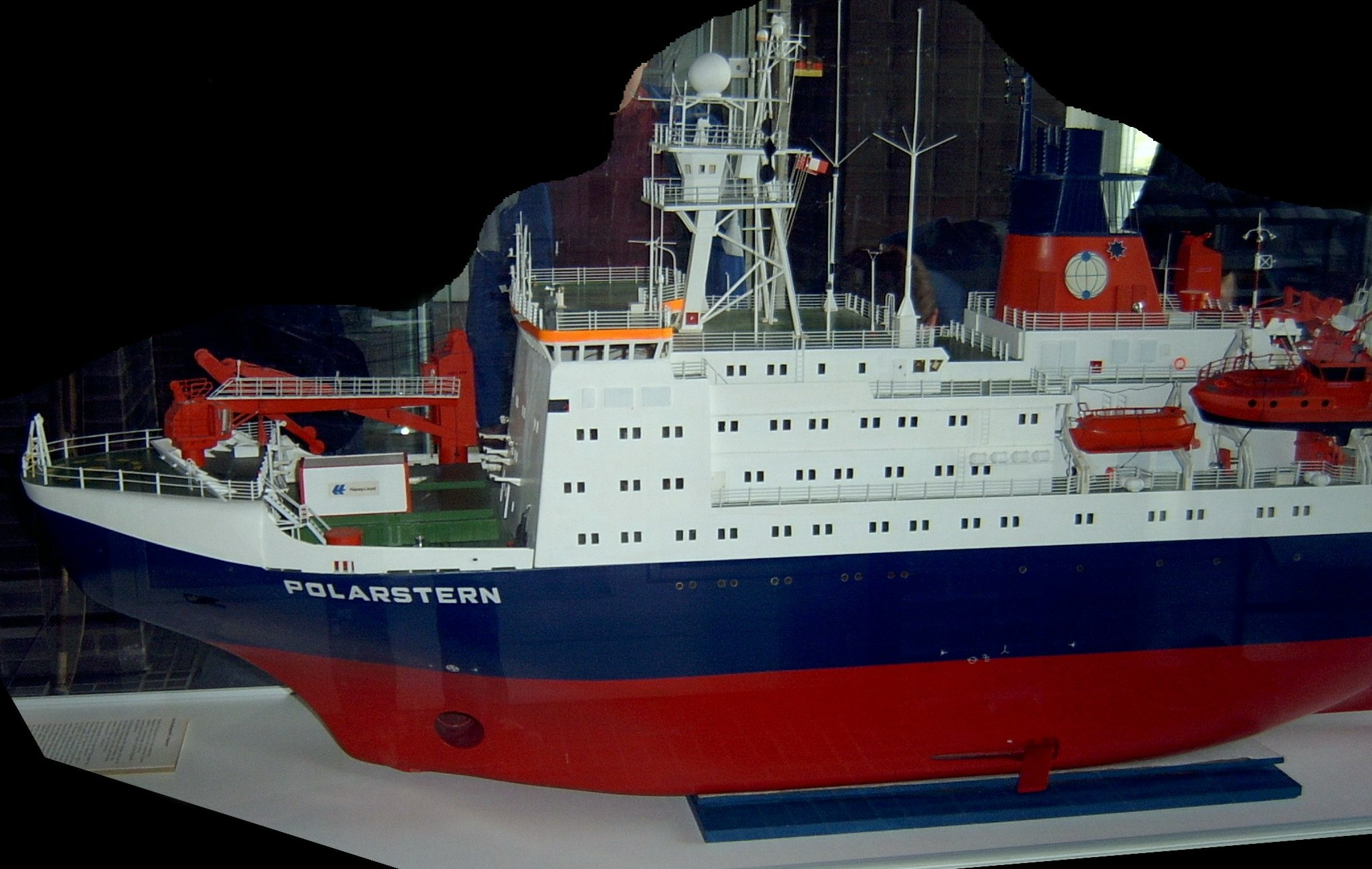
Modell av Polarsterns för
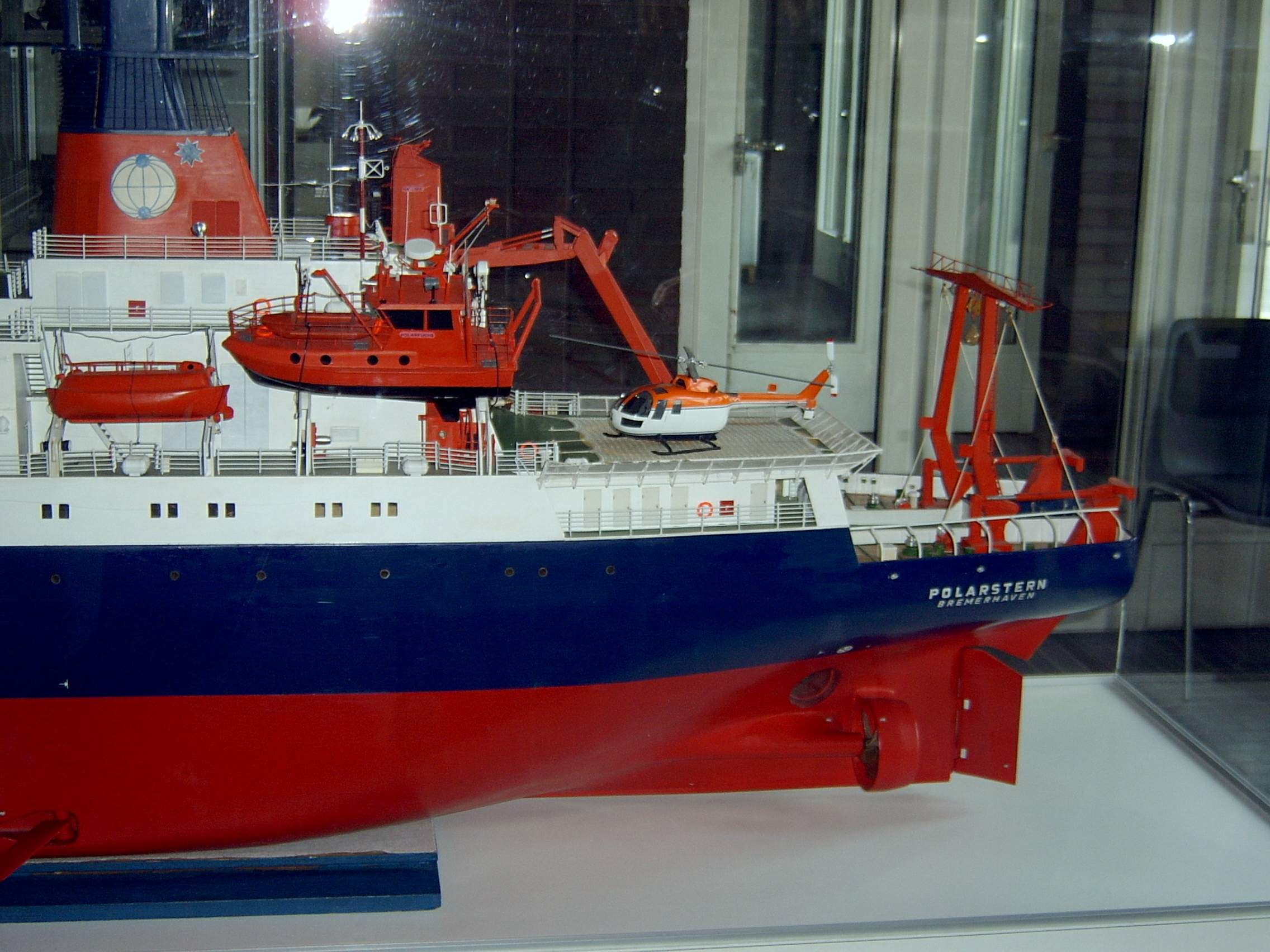
Modell av Polarsterns akter